# 2,5-dicloro-2,5-dimetilhexano
El 2,5-dicloro-2,5-dimetilhexano, o simplemente diclorodimetilhexano, es un compuesto orgánico de fórmula molecular C8H16Cl2. Es un haloalcano no lineal de ocho carbonos en donde dos átomos de cloro están unidos a carbonos terciarios.

## Propiedades físicas y químicas
A temperatura ambiente, el 2,5-dicloro-2,5-dimetilhexano es un sólido blanco cuyo punto de fusión es 67,5 °C y su punto de ebullición (estimado) es de 194 °C.
Posee una densidad de aproximadamente 1,033 g/cm³.
El valor del logaritmo de su coeficiente de reparto, logP = 3,84, denota que es más soluble en disolventes apolares —como el 1-octanol— que en disolventes polares.
El 2,5-dicloro-2,5-dimetilhexano puede ser incompatible con agentes oxidantes fuertes.

## Síntesis
El 2,5-dicloro-2,5-dimetilhexano se puede sintetizar por hidrocloración y cloración de una materia prima que contenga entre un 50% y un 100% de 3,4-dimetilhexenos.
Para la hidrocloración se hace fluir cloro por la materia prima líquida en presencia de cloruro de zinc, cloruro de aluminio o cloruro de titanio (IV). Los productos resultantes son clorinados con cloruro de aluminio; dicha cloración —o bien la cloración directa de la materia prima— se puede llevar a cabo con cloro bajo la acción de rayos actínicos. El producto resultante se pone en contacto con cloruro de aluminio antes de su purificación.
También se puede preparar 2,5-dicloro-2,5-dimetilhexano tratando 2,5-dimetilhexano, ácido sulfúrico y cloruro de terc-butilo con cloruro de hidrógeno gaseoso.
Otra vía de síntesis es por reacción de 2,5-dimetilhexano-2,5-diol con ácido clorhídrico concentrado. Con este procedimiento se llega a alcanzar un rendimiento del 97%.

## Usos
El 2,5-dicloro-2,5-dimetilhexano tiene utilidad como intermediario para preparar derivados difuncionales tales como diácidos, dialcoholes o diamidas que se usan como monómeros en la fabricación de polímeros.
En relación con esto, puede actuar como iniciador en la oligomerización de isobuteno, formando parte de un sistema con cloruro de estaño (IV) en diclorometano.
El 2,5-dicloro-2,5-dimetilhexano también se emplea en la síntesis del fármaco bexaroteno, antineoplásico que se utiliza para el tratamiento de algunos tipos de cáncer. Reacciona con tolueno y cloruro de aluminio para dar 1,2,3,4-tetrahidro-1,1,4,4,6-pentameilnaftaleno, precursor de este medicamento.
Dicho precursor también se usa en la elaboración de ciertos retinoides identificados como agonistas de receptores X retinoides para evaluación en el tratamiento de la diabetes mellitus no dependiente de insulina (tipo II).

## Precauciones
El contacto con este producto provoca irritación en piel y ojos.